# المسيحية في بنما

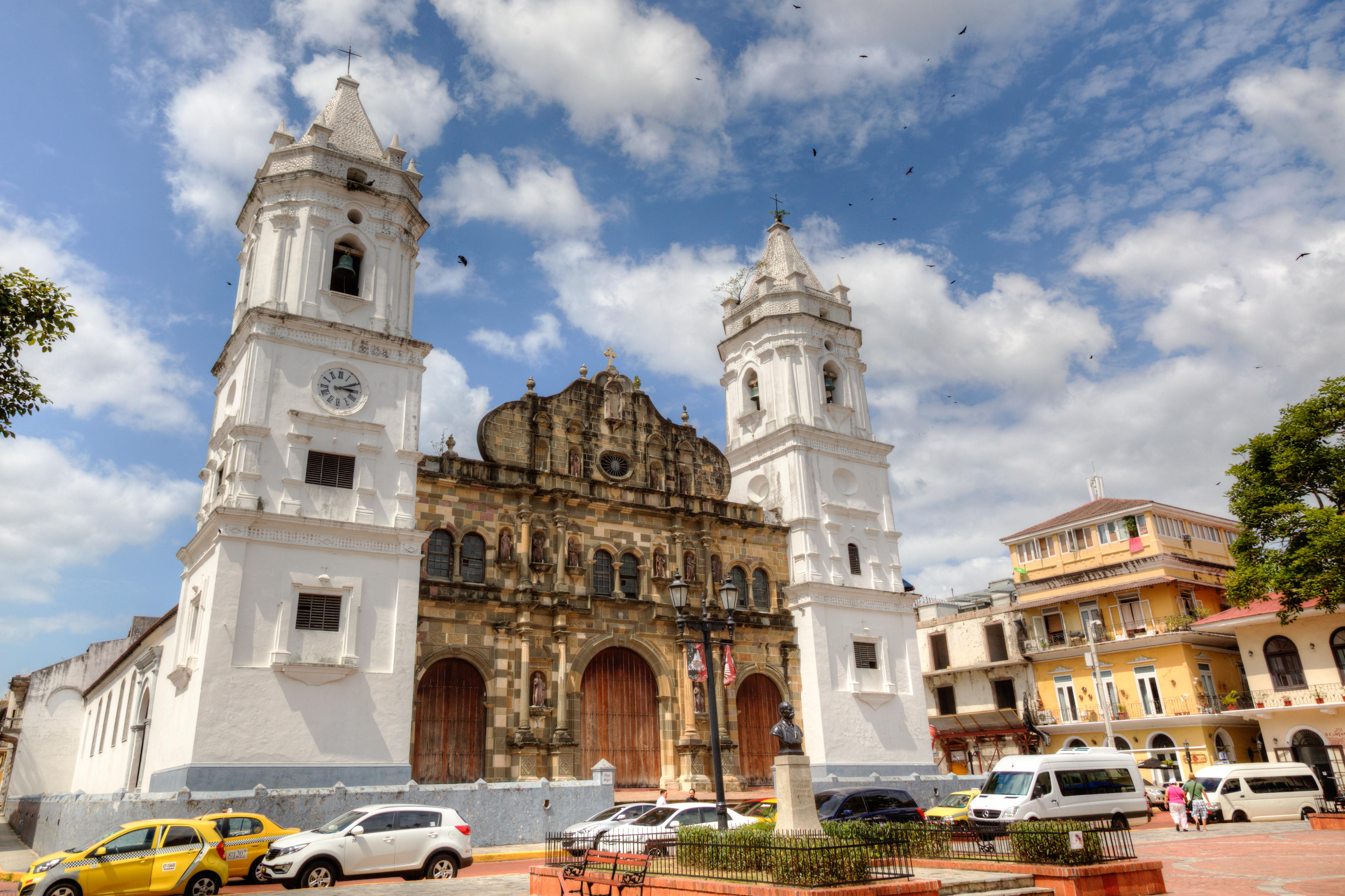
كاتدرائية متروبوليتانا دي مدينة بنما.

تُشكل المسيحية في بنما أكثر الديانات انتشاراً بين السكان، وتُعد بنما بلد ذات أغلبية مسيحية إلى حد كبير، فوفقًا لإستطلاع عام 2013 من قبل معهد لاتينوباروميترو تبين أنَّ حوالي 91% من السكان هم مسيحيين، وقد تنصرّت البلاد نتيجة للبعثات التبشيريَّة الكاثوليكية وإرث الإستعمار الإسباني. ويعترف الدستور بوضع الكاثوليكيَّة على أنها «ديانة الأغلبية» من المواطنين لكنه بالوقت نفسه لا يعتمدها كدين رسمي للدولة، حيث أنَّ الدولة علمانية.

## تاريخ

### الحقبة الاستعمارية

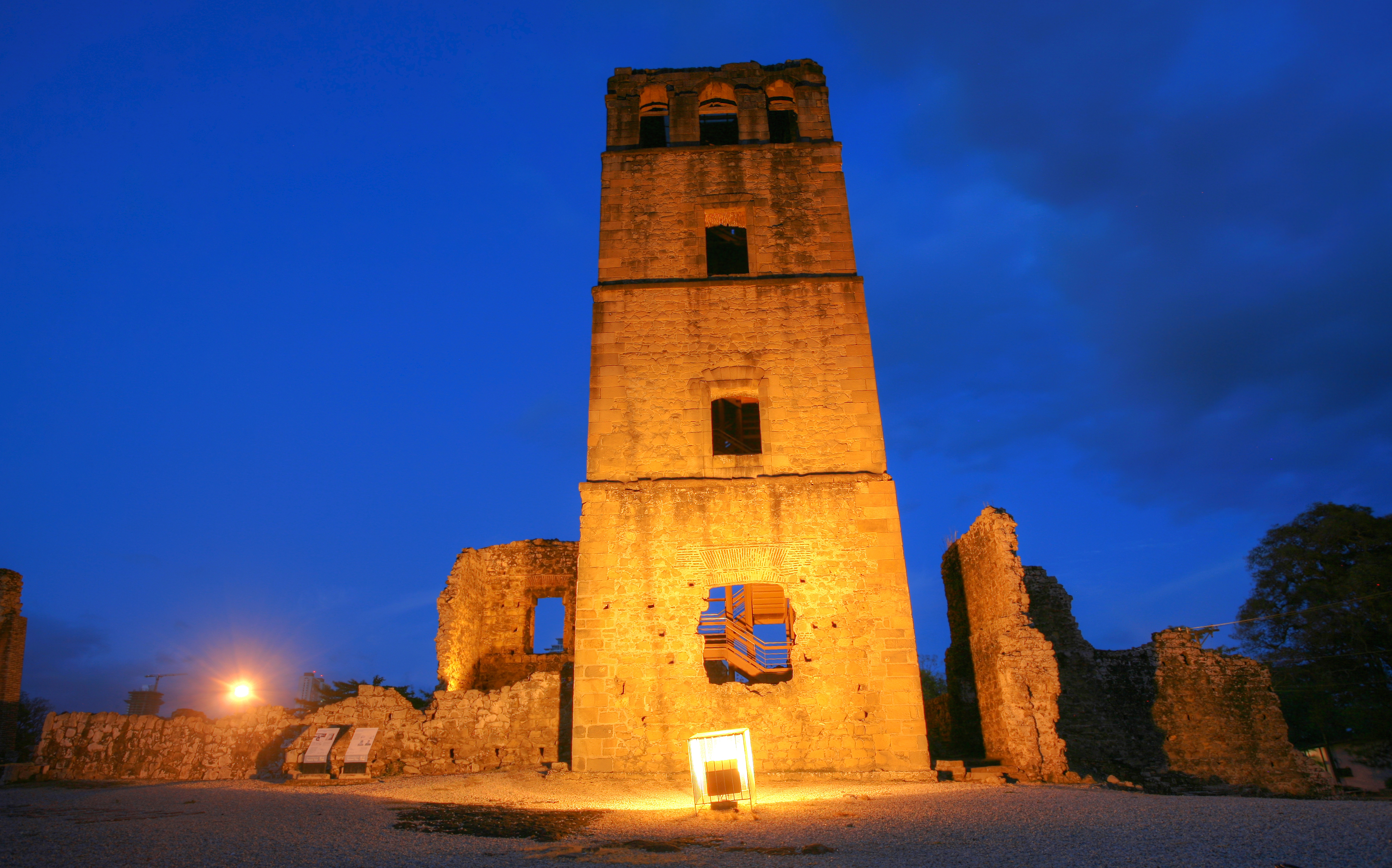
آثار برج كاتدرائية بنما فيجو.

سافر كل من المستكشف الإسباني رودريغو دي باستيداس في عام 1501 وكريستوفر كولومبوس، في رحلته الرابعة إلى العالم الجديد في عام 1502، ووصلوا إلى أجزاءً من ما يُعرف اليوم ببنما، على الرغم من أن أيًا منهما لم يدرك أنها برزخ. تُرك هذا الأمر لفاسكو نونييث دي بالبوا، الذي عبر من محيط إلى آخر في عام 1513. أنشأ الكرسي الرسولي، بموجب التماس من الملك الإسباني فرناندو الثاني الكاثوليكي، أسقفية دارين، وهي الأقدم في القارة الأمريكية والرابعة في العالم الجديد. في عام 1514، دخل رهبان الفرنسيسكان البلاد بقيادة الأسقف خوان دي كيفيدو، وبعد ست سنوات، وصل الرهبان الدومينيكان بقيادة الأسقف فيسينتي بيرازا إلى المنطقة لتحويل قبائل دارين الأصلية. بدعم من التاج الإسباني، قام هؤلاء المبشرون الأوائل بتشييد مستوطنات في الجبال والوديان والسهول، والتي نما الكثير منها إلى مدن رئيسية في القرون التي تلت ذلك.
بدأ اليسوعيون إقامتهم في البرزخ في منتصف القرن السادس عشر، وبالإضافة إلى نشاطهم التبشيري، كرسوا جهودهم في نشر التعليم بين السكان الأصليين. ونتيجة نشاطهم بين السكان الأصليين قام بعض الطلاب الذين تعود أصولهم إلى السكان الأصليين في دخول الرهبنة اليسوعية، وكان من بينهم عالم اللاهوت بيدرو إجناسيو دي كاسيريس وخوان أنطونيو جيرالدو وأغستين هورتادو، المبشر الذي قُتل عام 1677 على يد السكان الأصليين بسبب نشاطه التبشيري. زكان الجنرال الدومينيكاني أدريانو أوفيلدي دي سانتو توماس من بين أكثر المبشرين شهرة في الفترة الاستعمارية، وقدمت أعماله المكتوبة للمؤرخين مصدرًا قيمًا للمعلومات التاريخية.
تبعت رعايا الكنيسة المحلية إدارياً أسقفية إشبيلية حتى عام 1546، وليما حتى عام 1836، وبوغوتا حتى عام 1901 وأخيراً كارتاخينا دي إندياس حتى عام 1925، وفي ذلك الوقت خلال حبرية بيوس الحادي عشر، أصبحت لبنما أبرشية مستقلة. في عام 1749، تم تأسيس جامعة القديس كسفاريوس على يد القس فرانسيسكو خافيير دي لونا فيكتوريا. وصل العديد من البنميين الأصليين أيضًا إلى رتب كنسية متقدمة، وكان من بينهم فرانسيسكو خافيير دي لونا، أسقف تشوكيساكا والذي توفي عام 1778 ومانويل خواكين غونزاليس دي أكونيا إي سانز ميرينو أسقف بنما (1797-1813).

### الاستقلال

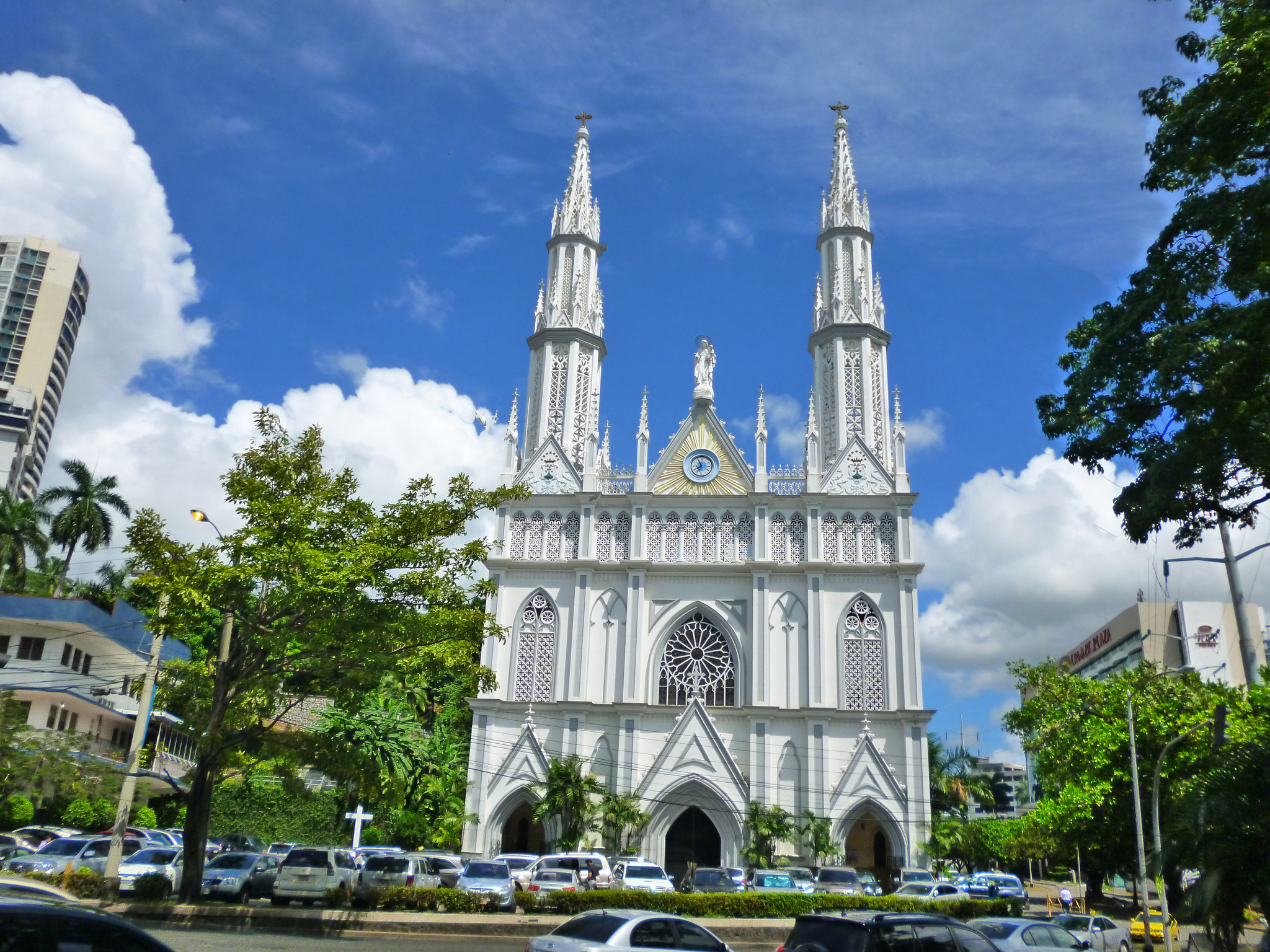
كنيسة السيدة العذراء في مدينة بنما.

بقيادة الأسقف خوسيه هيجينيو دوران، أخذت الكنيسة الكاثوليكية دورًا قياديًا في حركة الاستقلال، وفي عام 1821 حصلت بنما على استقلالها عن الإمبراطورية الإسبانية. في ظلّ الحكومة الجديدة، تمتعت الكنيسة بالاستقلال عن الحكومة المدنية مع الحفاظ على العلاقات الودية. تم منح حرية الدين لجميع الأديان بموجب الدستور الجديد، وقد اجتذب هذا عددًا من الجماعات البروتستانتية الإنجيلية لإقامة بعثات تبشيرية في البلاد. كان الخلاف حول دور الكنيسة الكاثوليكية سبباً مركزياً من الانقسامات السياسية بين الفصائل السياسية التي تشكلت بعد فترة وجيزة من 1821 عقب استقلال بنما عن الإمبراطورية الإسبانية والاتحاد اللاحق مع كولومبيا المجاورة. عموماً، ربطت الجماعات الليبرالية الكنيسة الكاثوليكية بالقمع الاستعماري والامتياز وسعت للحد من نفوذها السياسي في البلاد خصوصاً في قضايا الزواج والطلاق والتعليم. وفى الوقت نفسه، شجّع المحافظون على ضم الكنيسة الكاثوليكية في المجالات الاجتماعية والسياسية، حيث كان ينظر إليها على أنها مؤسسة روحانية موحدة وأساس المجتمع ولها دور حيوي في النظام الاجتماعي. كانت بنما جزءاً من كولومبيا الكبرى، وصدر الدستور بعد الاستقلال عن كولومبيا في 3 نوفمبر عام 1903، مع الاعتراف بسيادة العقيدة الكاثوليكية، وحماية الحكومة لها، عن طريق تمويل مهامها ومنح الإعانات لبناء الكنائس وتطوير المؤسسات الخيرية التابعة للكنيسة، لا سيما في مجال التعليم والمنح الدراسية للمدارس الدينية الخاصة. ولم يكن للكنيسة ممتلكات أو دخل آخر باستثناء التبرعات. وبموجب دستور جديد صُدر بتاريخ 11 أكتوبر عام 1972، استمرت حرية الدين. بالإضافة إلى ذلك، استمر تعليم الكاثوليكية في المدارس الحكومية التي تديرها الدولة، على الرغم من أن الآباء كان يُمكنهم إعفاء أطفالهم من هذا المنهج. وتم منع رجال الدين من تولي المناصب العامة.

### العصور الحديثة

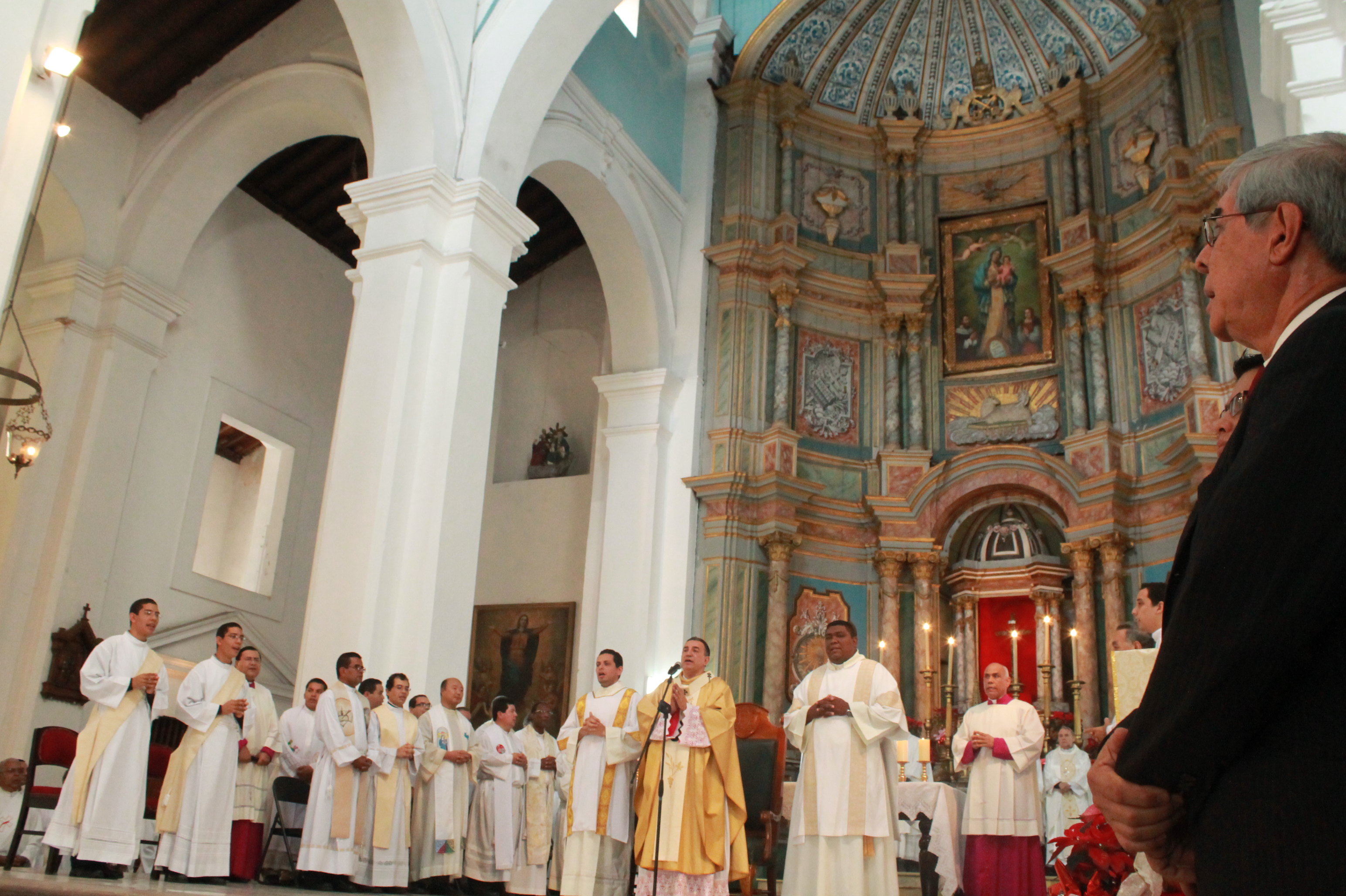
احتفال ديني داخل كاتدرائية متروبوليتانا دي مدينة بنما.

في منتصف القرن العشرين حققت الجماعات البروتستانتية الإنجيلية انتشاراً ونمواً خصوصاً خلال النصف الثاني من القرن العشرين، وشاركت الكنيسة بحماس في المؤتمرات المسكونية، والتي من خلالها أحدثت تغييرًا اجتماعيًا إيجابيًا في بنما.
من خلال قيادة الجنرال عمر توريخوس من عام 1968 إلى عام 1981، حصلت بنما على الاستقلال الاقتصادي، وفي عام 1977 تم التوقيع على معاهدة ستعود قناة بنما بموجبها إلى بنما بحلول نهاية القرن. قُتل عمر توريخوس في عام 1981. وبعد سبع سنوات تولى الجنرال مانويل نورييغا زمام الأمور. في أعقاب الانتخابات التي جرت في مايو 1989 والتي أجبر خلالها الرئيس المنتخب غييرمو إندارا على الاختباء وكُثرت تهم الفساد، واتهم قادة الكنيسة الكاثوليكية مانويل نورييغا بتزوير نتائج الانتخابات. ونزل أكثر من 20 ألف جندي أمريكي إلى العاصمة البنمية للإطاحة بمانويل نورييغا، الذي كان يُشتبه به في تهريب المخدرات على نطاق واسع. بعد عشرة تنازل نورييغا عن السلطة بمساعدة الكنيسة. في عام 1990، ألغى غييرمو إندارا الخدمة العسكرية الإجبارية في البلاد.
خلال التسعينيات من القرن العشرين، شجعت حكومة إرنستو بيريث باياداريس اقتصادًا قويًا يعتمد على الأعمال المصرفية والتجارة الدولية والسياحة. ومع ذلك، ظل الفساد الحكومي، الذي يرجع ربما إلى موقع بنما كنقطة توزيع للمخدرات غير المشروعة، يمثل مشكلة. في إشارة إلى استحواذ بنما على جميع حقوق قناة بنما في 31 ديسمبر عام 1999، وصف البابا يوحنا بولس الثاني الخطوة بأنها «فرصة رائعة» للحكومة لتحسين نوعية الحياة لجميع البنميين. في عام 2000 ضمت الكنيسة الكاثوليكية 161 رعية ترعاها 166 أبرشية وحوالي 230 كاهن، وتملك الكنيسة الكاثوليكية حوالي 41 مدرسة ابتدائية وحوالي 39 مدرسة ثانوية كاثوليكية في البلاد. في عام 1999، شارك زعماء الكنيسة الكاثوليكية في مبادرة سلام بالقرب من الحدود الكولومبية البنمية في محاولة لإنهاء المواجهات بين الماركسيين وجماعات حرب العصابات الأخرى، المنخرطة في القتال.

## الطوائف المسيحية

### الكاثوليكية

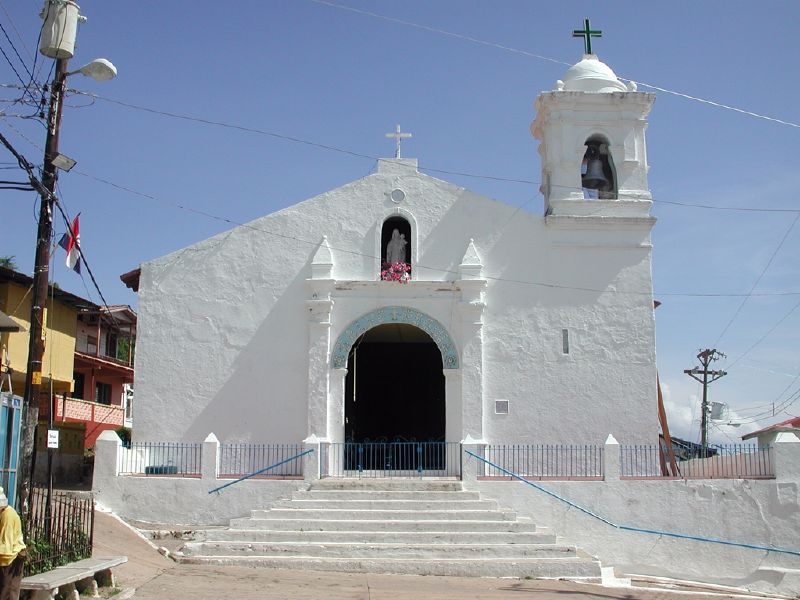
كنيسة القديس بطرس في جزيرة تابوغا، وهي ثاني أقدم كنيسة في نصف الأرض الغربي.

الكنيسة الكاثوليكية البنميَّة هي جزء من الكنيسة الكاثوليكية العالمية في ظل القيادة الروحية للبابا في روما ومجلس الأساقفة البنمي. يعود تاريخ الكنيسة الرومانية الكاثوليكية في بنما إلى الحقبة الإستعماريَّة الإسبانيَّة واستمرت كأهم مؤسسة في بنما في القرن الحادي والعشرين. وتعد الكاثوليكية هي واحدة من الموروثات الرئيسيَّة للحقبة الإستعماريَّة الإسبانية، إلى جانب الإسبانية كلغة الأمة. حيث أصبحت المنطقة جزءًا من أراضي الإمبراطورية الإسبانية، أنشئت العديد من التقاليد والهوية والعمارة البنميَّة خلال الفترة الإستعمارية. في 28 أغسطس من عام 1513، أُقيمت بعثة سانتا ماريا دي لا أنتيغوا ديل دارين وتم تعيين أول أسقف كاثوليكي في الأمريكتين. ولعبت الكنيسة الكاثوليكية دورًا محوريًا في الحياة السياسيَّة والاجتماعية في بنما منذ بداية الغزو الاسباني. حيث كانت الكاثوليكية جزءًا أساسيًا من الثقافة الإسبانية، والتي كانت تحدد روح ونظرة عالمها. تزامن دخول البعثات التبشيريَّة الكاثوليكيَّة في بنما مع اكتشاف المنطقة في القرن السادس عشر. فقد وصل إليها المرسلون والمبشرّون غداة اكتشافها. وكانت الجمعيات الرهبانية مثل الدومنيكان والفرنسيسكان واليسوعيون وغيرهم أول وصل للهذه القارة لهذا العمل. كان اليسوعيون القادة في العمل التبشيري في الفترة الإستعمارية، والذي استمر حتى عام 1821. وقد مارست الكنيسة الكاثوليكية سلطة سياسية كبيرة أثناء الحكم الاستعماري الأوروبي في البلاد، حيث سيطرت الكنيسة على التعليم والمستشفيات وامتلكت ضيعات شاسعة المساحة، وممتلكات غيرها. كانت الكنيسة الكاثوليكية مؤسسة متميزة حتى منتصف القرن التاسع عشر، حيث كانت الكنيسة الوحيدة المسموح بها في العهد الإستعماري.
مثل غالبية دول أمريكا اللاتينية تحتل الكنيسة الرومانية الكاثوليكية مقدمة الطوائف المسيحية الأكثر انتشارًا، وقد وجدت دراسة قامت بها مركز بيو للأبحاث عام 2014 حول الديانة في أمريكا اللاتينية أن حوالي 71% من سكان بنما يتبعون الكنيسة الرومانية الكاثوليكية، وأظهر مسح رسمي أجرته الحكومة في عام 2015 أن 63.2% من السكان، أو 2,549,150 نسمة، يعتبرون أنفسهم من الرومان الكاثوليك.
هناك حضور للكاثوليك في جميع أنحاء البلاد وعلى جميع مستويات المجتمع، ويتوزعون على ستة أبرشيات. ينتشر المسيحيين الإنجيليين جغرافيًا أيضًا في جميع أنحاء البلاد وقد أصبح وجودهم أكثر بروزًا في المجتمع.

### البروتستانتية
شهدت العقود الأخيرة نمو ملحوظ في أعداد ونسب المذهب الخمسيني البروتستانتي في بنما؛ في عام 2014 وجدت الدراسات المختلفة أنَّ البروتستانتية الإنجيلية تأتي في المرتبة الثانية وتتراوح نسبتهم بين 19-25%. وتتألف الطوائف البروتستانتية من الكنيسة المعمدانية والميثودية واللوثرية، وينص الدستور على حرية الدين. وقد وجدت دراسة قامت بها مركز بيو للأبحاث عام 2014 حول الديانة في أمريكا اللاتينية أن حوالي 19% سكان بنما من البروتستانت؛ ويُشكل الخمسينيين حوالي 70% من مجمل المذاهب البروتستانتية. وأظهر مسح رسمي أجرته الحكومة في عام 2015 أن 26.3% من السكان يعتبرون أنفسهم من البروتستانت. ومنهم حوالي 25% بروتستانت على مذهب الإنجيلية أي أكثر من مليون نسمة، في حين أنَّ 1.3% على مذهب الأدفنتست.

## الحضور في المجتمع

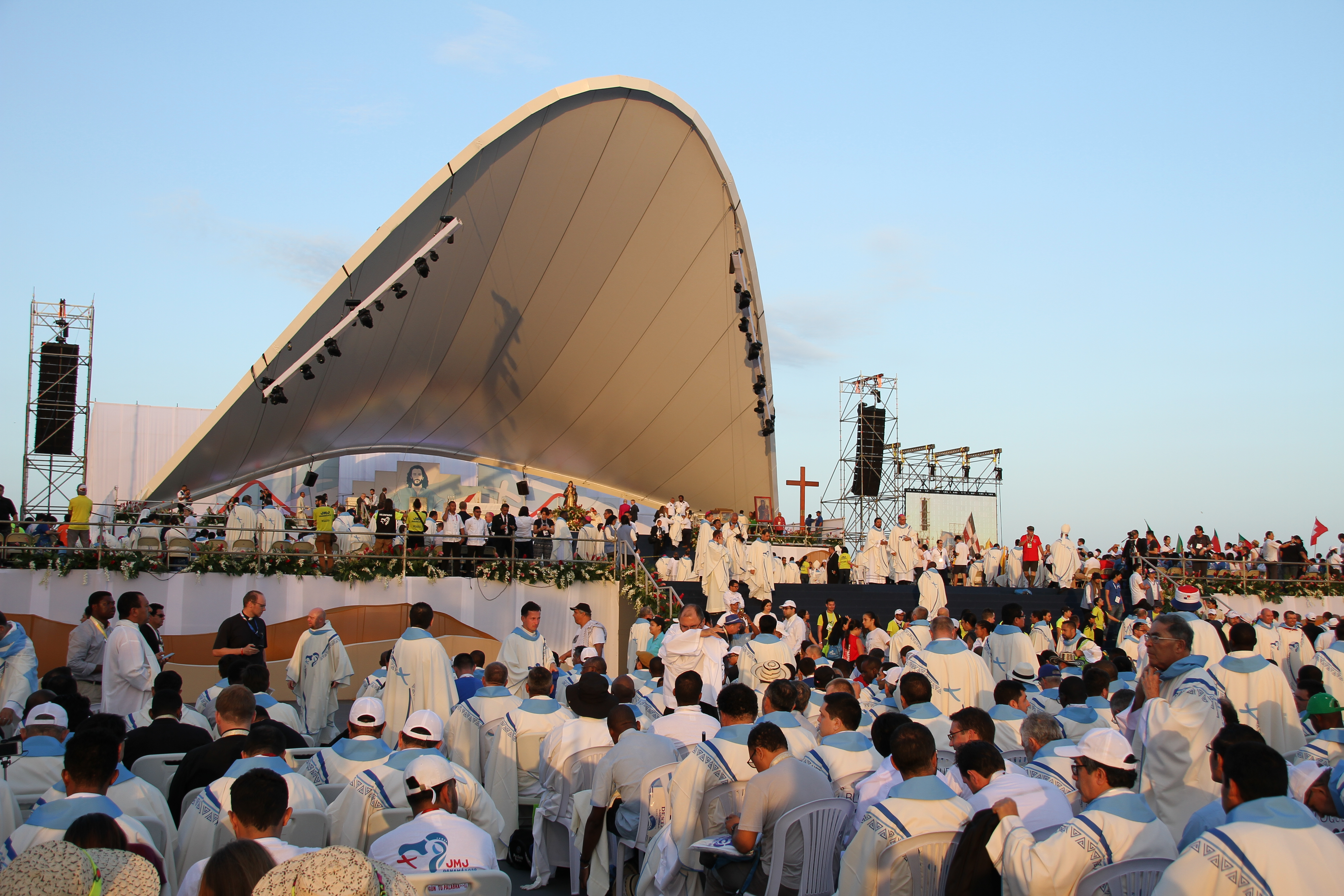
جانب من احتفالات يوم الشبيبة الكاثوليكية العالمي في مدينة بنما عام 2019.

خلال ما يقرب من ثلاثة قرون من الحكم الاستعماري الإسباني، أصبحت الكنيسة الكاثوليكية مركز المؤسسات التعليمية والسياسة والاقتصاد ومعظم جوانب الحياة الأخرى في البلاد. في غضون ذلك، واصل المبشرون التبشير بين السكان الأصليين والأفارقة الذين قدموا للعمل كعبيد في البلاد. مع مرور الوقت، أسست الكنائس الكاثوليكية المدارس والأديرة وقدمت الرعاية الطبية والخدمات الاجتماعية الأخرى لتحسين رفاهية المنطقة والسكان، مما ساعد الكاثوليكية على الازدهار في وقت مبكر من القرن التاسع عشر. خلال الحقبة الاستعمارية، أصبحت المنظمات الدينية الرومانية الكاثوليكية الروافد الرئيسيَّة للتعليم الأساسي ولا سيما اليسوعيون والدومينيكان والفرنسيسكان، وفي حين أن هذه المؤسسات في نهاية المطاف أنشأت المدارس والجامعات في جميع أنحاء البلاد، ظلّت البنية التحتية التعليمية محدودة خلال القرن التاسع عشر.
تضع الثقافة البنميَّة الكاثوليكية قيمة عالية للأسرة، وتحبذ الثقافة الكاثوليكية البنميَّة على إنجاب الأطفال باعتبارهم من أهم القيم في الحياة الأسرية. غالبَا ما تميل الأسر المسيحيَّة اللاتينية إلى أن تكون متماسكة ولديها علاقات متينة مع الأسرة الموسعة والتي تشمل الأقرباء، تٌرّكز الثقافة المسيحية البنميَّة على دور الأجداد في تنشئة الأطفال. تلعب الأسرة الممتدة دورًا هامًا للعديد من العائلات المسيحية البنميَّة، وتعتبر لبّ وقلب التجمعات العائليّة الطقوس الدينية التي تُقام في الكنيسة الرومانية الكاثوليكية على وجه الخصوص. مثل التعميد، وأعياد الميلاد، أول قربانة، التثبيت، وحفلات الزفاف. ويلعب العرّاب دورًا هامًا في هذه الطقوس. تبدو العلاقة بين الوالدين والعرابين أو المعاونين لهم مهمة ومميزة بطريقة خاصة. حيث يترتب على تلك العلاقات التزامات ومسؤوليات متبادلة قد تكون مفيدة اجتماعيًا للمشاركين.

### السياسة

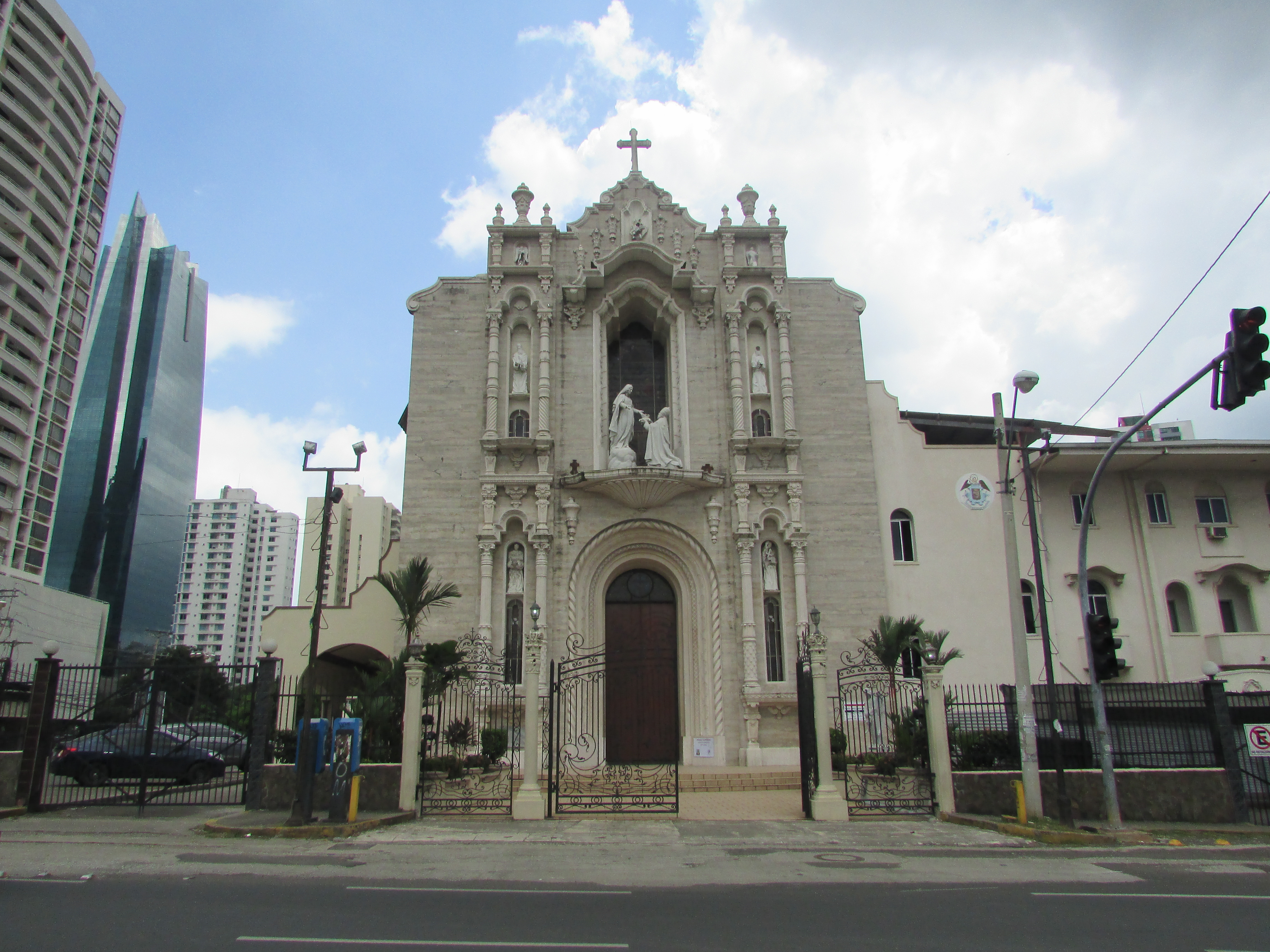
سانتواريو ناسيونال ديل كورازون دي ماريا في مدينة بنما.

كان الخلاف حول دور الكنيسة الكاثوليكية سبباً مركزياً من الانقسامات السياسية بين الفصائل السياسية التي تشكلت بعد فترة وجيزة من 1821 عقب استقلال بنما عن الإمبراطورية الإسبانية والاتحاد اللاحق مع كولومبيا المجاورة. عموماً، ربطت الجماعات الليبرالية الكنيسة الكاثوليكية بالقمع الاستعماري والامتياز وسعت للحد من نفوذها السياسي في البلاد خصوصاً في قضايا الزواج والطلاق والتعليم. وفى الوقت نفسه، شجّع المحافظون على ضم الكنيسة الكاثوليكية في المجالات الاجتماعية والسياسية، حيث كان ينظر إليها على أنها مؤسسة روحانية موحدة وأساس المجتمع ولها دور حيوي في النظام الاجتماعي. على مدى العقود القادمة تلقت الكنيسة الكاثوليكية الدعم الحكومي عندما كان المحافظون في السلطة. وعلى النقيض من ذلك، قام الليبراليون بمبادرات مختلفة للحد من سلطة الكنيسة مثل طرد الرهبان ومصادرة ممتلكات الكنيسة. نتيجة لذلك، تقلبت قوة الكنيسة ومشاركتها السياسيَّة في المنطقة مع التقلبات في الحكومة. ومع استقلال بنما عام 1903 من كولومبيا، عانت الكنيسة الكاثوليكية من الإنقسام ونقص التمويل.
على الرغم من أن بنما كانت دولة ذات أغلبية رومانية كاثوليكية (حوالي 90% من السكان) في أواخر ثمانينيات القرن العشرين، الا أنه كان للكنيسة تقليد طويل من عدم المشاركة في السياسة الوطنية. أدى ضعف التنظيم والاعتماد الكبير على رجال الدين الأجانب (40% فقط من كهنة البلاد كانوا من البنميين المولودين في البلاد) إلى إعاقة تطوير مواقف هرمية قوية بشأن القضايا السياسية. نتيجة لذلك، تجنبت السياسة البنمية إلى حد كبير مقاومة الإكليروسية التي كانت سائدة في كثير من بلدان أمريكا اللاتينية. ازداد اهتمام الكنيسة الكاثوليكية بالقضايا الاجتماعية بشكل ملحوظ في الستينيات والسبعينيات من القرن العشرين، وكانت هناك صراعات بين التسلسل الهرمي وحكومة عمر توريخوس، خاصة بعد اختفاء كاهن إصلاحي بارز في عام 1971 وهو الكاهن هيكتور جاليجوس.

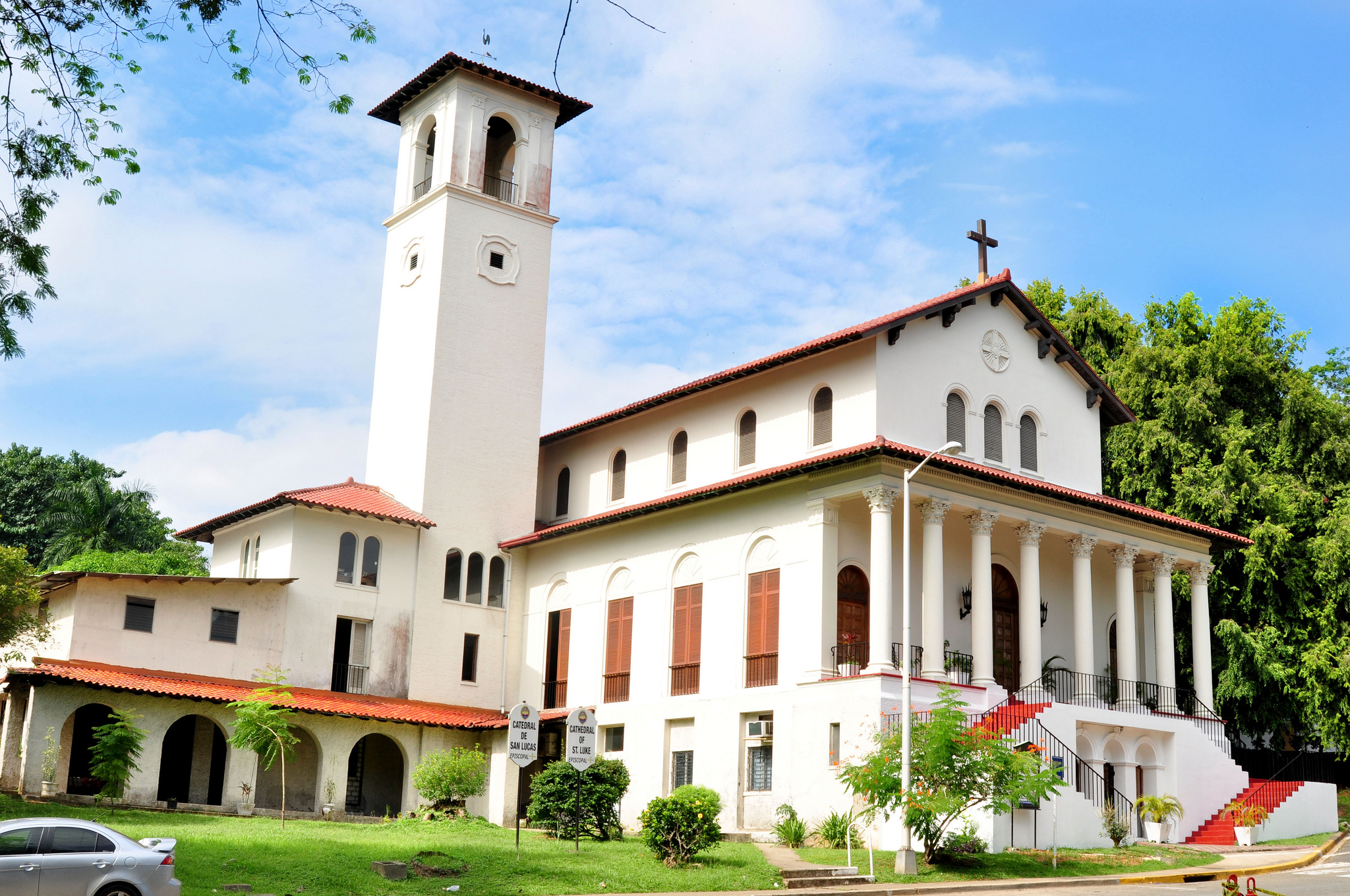
كاتدرائية القديس لوقا في مدينة بنما.

في أواخر الثمانينيات من القرن العشرين، ترأس التسلسل الهرمي للكنيسة الكاثوليكية رئيس الأساقفة ماركوس غريغوريو ماكغراث، وهو مواطن بنمي متجنس ومن أبرز أساقفة أمريكا اللاتينية. أيد ماكغراث والأساقفة الآخرون بشدة مطالبات بنما بالسيادة على منطقة القناة وحثوا على التصديق على معاهدات قناة بنما. ومع ذلك، انتقدت قيادة الكنيسة أيضاً الافتقار إلى الديمقراطية في بنما وحثت على العودة إلى الحكم المدني المنتخب. في عام 1985، عندما بدأت التوترات السياسيَّة في التصاعد، دعا رئيس الأساقفة إلى إجراء تحقيق في مقتل الدكتور هوغو سبادافورا وحث الحكومة والمعارضة على الدخول في حوار وطني. عندما اندلعت اضطرابات عام 1987، صعدَّت الكنيسة من انتقادها للحكومة، متهمة الجيش «بضرب المدنيين دون استفزاز» واستخدام «تكتيكات إذلال المعتقلين». كان الكهنة حاضرين بشكل متكرر في التجمعات والمظاهرات، وأصبحت الجماهير في وسط المدينة نقطة محورية لبعض أنشطة المعارضة. كما أقام القساوسة مع دياز هيريرا في منزله بعد أن وجه تهمه في يونيو عام 1987 ضد مانويل نورييغا والحكومة، وعندما اقتحم الحزب الديمقراطي الحر المنزل واعتقل دياز هيريرا، وطالب الأساقفة بالإفراج عنه ونددوا بالقيود الحكومية على الصحافة. لكن الكنيسة لم تصل إلى حد الدعوة إلى تغييرات محددة في الحكومة والحزب الديمقراطي الحر. وبدلاً من ذلك، شددت على ضرورة الحوار والمصالحة. لم يُرضِ إصرار رئيس الأساقفة على اتباع مسار معتدل ومحايد في الصراع جميع قادة الكنيسة. في نوفمبر من نفس العام، أصدر اثنان من الأساقفة المساعدين وعدد كبير من رجال الدين رسالتهم الخاصة، وشجبوا الإجراءات الحكومية وحثوا على إجراء تغييرات في سلوك الجيش. في أواخر عام 1987، أصبحت الكنيسة أكثر نشاطًا سياسياً ولكن وجدت صعوبة في الاتفاق على طريقة وطبيعة هذا النشاط.

## الإلترام الديني

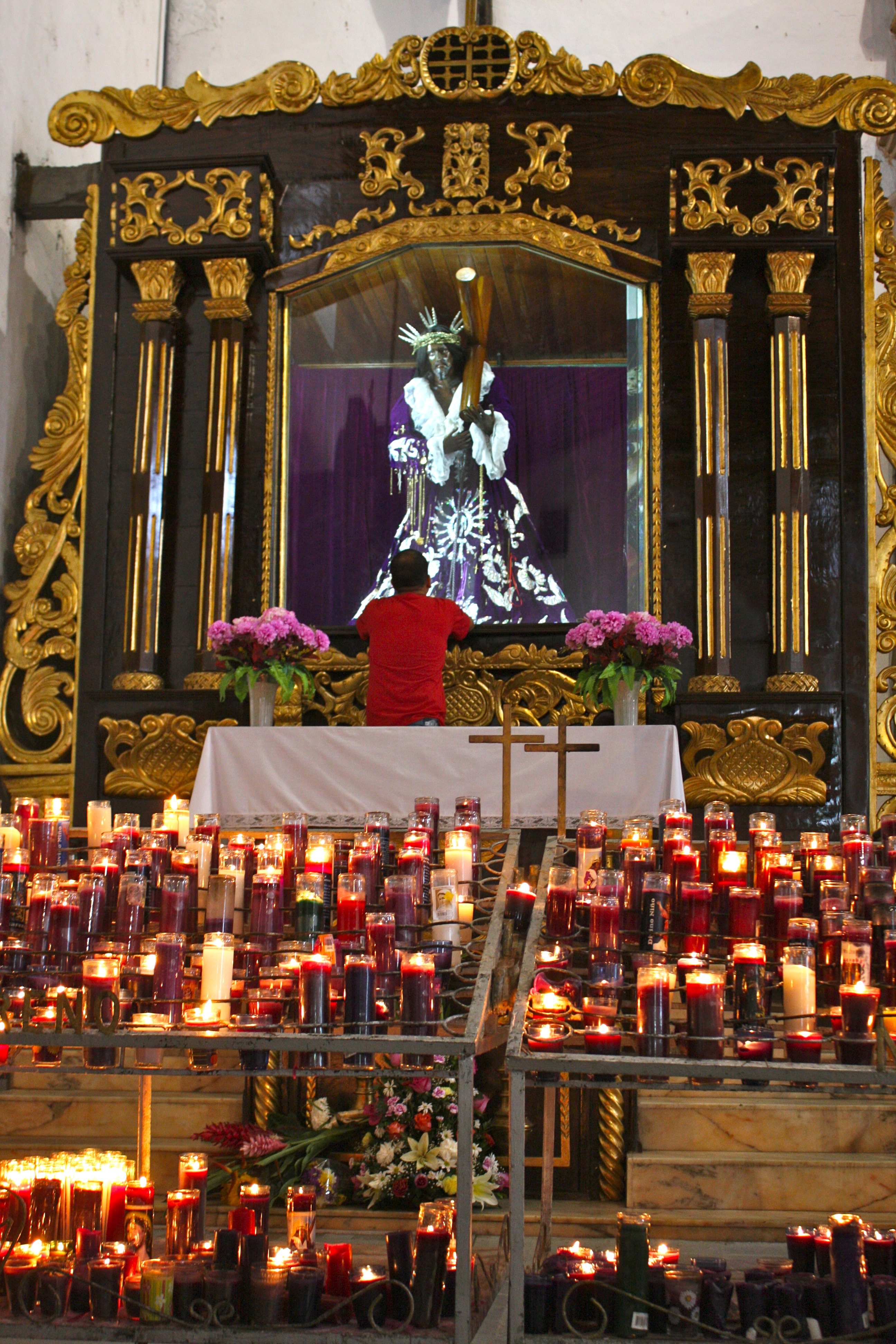
داخل كنيسة القديس فيلبيّ.

وجدت دراسة قامت بها مركز بيو للأبحاث عام 2014 أنَّ حوالي 61% من مسيحيي بنما يعتبرون للدين أهميَّة في حياتهم، ويؤمن 98% من الكاثوليك وحوالي 99% من البروتستانت بالله، ويؤمن 67% من الكاثوليك وحوالي 68% من البروتستانت بحرفيَّة الكتاب المقدس. وقد وجدت دراسة قامت بها مركز بيو للأبحاث عام 2014 أنَّ حوالي 48% من المسيحيين يُداومون على حضور القداس على الأقل مرة في الأسبوع. في حين أنَّ 69% من المسيحيين يُداومون على الصلاة يوميًا. ومثل بقية القارة اللاتينية، يُقام في بنما كرنفال واحتفالات كبرى تسبق الصوم الكبير، وتقام في كافة المدن والأقاليم مهرجانات دينية خاصة في أجزاء مختلفة من السنة. المهرجانات الأكثر شهرة هو مهرجان كريستو نيرو، أو المسيح الأسود، في مقاطعة بورتوبيلو كولون في 21 أكتوبر.
على المستوى المذهبي وجدت الدراسة أنَّ البروتستانت هي المجموعات الدينية التي تملك أعلى معدلات حضور وانتظام للطقوس الدينية مع وجود أغلبية من الملتزمين دينيًا. عمومًا يعتبر البروتستانت الإنجيليين أكثر تدينًا من الكاثوليك؛ وقد وجدت دراسة قامت بها مركز بيو للأبحاث عام 2014 أنَّ حوالي 83% من البروتستانت يُداوم على الصلاة يوميًا بالمقارنة مع 59% من الكاثوليك. ويقرأ حوالي 55% من البروتستانت يقرأون الكتاب المقدس أسبوعيًا على الأقل بالمقارنة مع 33% من الكاثوليك. ويُداوم 77% من البروتستانت على حضور القداس على الأقل مرة في الأسبوع بالمقارنة مع 44% من الكاثوليك. ويصُوم حوالي 55% من البروتستانت خلال الصوم الكبير بالمقارنة مع 56% من الكاثوليك. ويُقدم حوالي 67% من البروتستانت الصدقة أو العُشور، بالمقارنة مع 21% من الكاثوليك. وقال حوالي 47% من البروتستانت أنهم يشتركون في قيادة مجلس الكنيسة أو مجموعات صلاة صغيرة أو التدريس في مدارس الأحد، بالمقارنة مع 24% من الكاثوليك.

### القضايا الإجتماعية والأخلاقية
عمومًا يعتبر البروتستانت أكثر محافظة اجتماعيًة بالمقارنة مع الكاثوليك؛ يعتبر حوالي 91% من البروتستانت الإجهاض عمل غير أخلاقي بالمقارنة مع 89% من الكاثوليك، ويعتبر حوالي 90% من البروتستانت المثلية الجنسية ممارسة غير اخلاقية وخطيئة بالمقارنة مع 81% من الكاثوليك، حوالي 87% من البروتستانت يعتبر شرب الكحول عمل غير أخلاقي بالمقارنة مع 75% من الكاثوليك، ويعتبر حوالي 79% من البروتستانت العلاقات الجنسية خارج إطار الزواج ممارسة غير أخلاقية بالمقارنة مع 49% من الكاثوليك، ويعتبر حوالي 79% من البروتستانت الطلاق عمل غير أخلاقي بالمقارنة مع 51% من الكاثوليك.